# Adrian Răduță

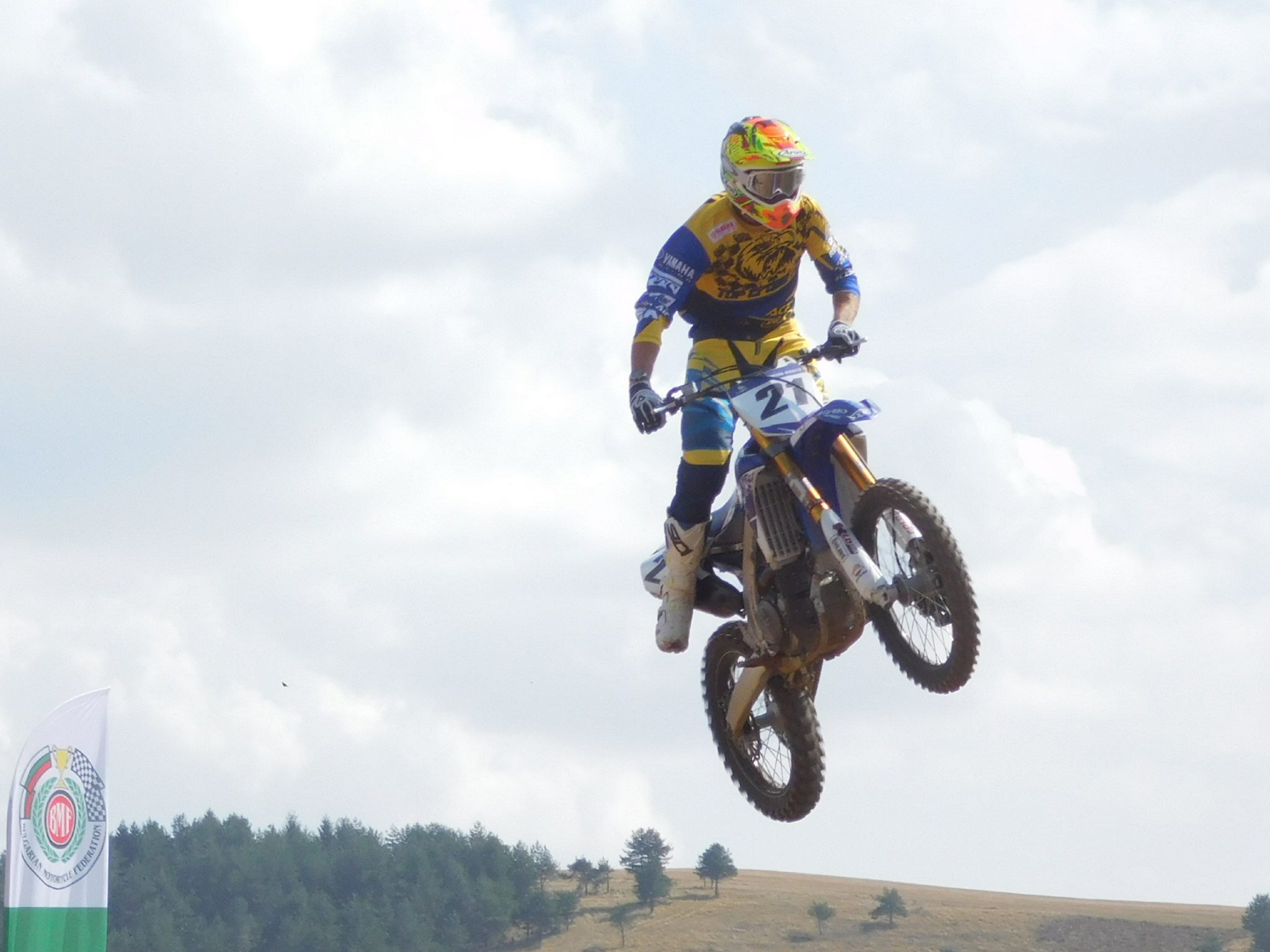

Adrian Răduță (n. 22 august 1985, București) este un pilot român profesionist de motocross, câștigător al titlului de Campion Est European în anii 2009, 2010, 2014 și 2016. A început să meargă pe motocicletă la vârsta de 12 ani. Are un frate mai mic, Julian Elias Răduță care este pilot de raliuri.

## Carieră
Încă din anul 2013, Adrian a ales să nu mai participe în Campionatul Național de Motocross, concurînd însă în Campionatele Naționale din Belgia, Olanda, Bulgaria sau Ungaria, motivele invocate fiind lipsa unor condiții optime de participare în România pentru piloții români.
Astfel, pe 9 octombrie 2016, Adrian Răduță obține al patrulea titlu de Campion Est - European la clasa MX1 în cadrul Grand Prix-ului de la Troyan, Bulgaria dar și titlul de Campion Național al Bulgariei.
Pentru a își susține activitatea profesională, Adrian a început să colaboreze cu Top Cross TCS, club sportiv afiliat FRAS (Federația Română de Automobilism Sportiv) și FRM (Federația Română de Motociclism), unde atît piloții experimentați cît și cei amatori se pot antrena alături de veteranii acestui sport.
Echipa Top Cross se antrenează la Ciolpani, pe unul din cele mai tehnice circuite din țară, amenjat de celebrul Greg Atkins.
Pentru copiii talentați, Adrian a înființat RAMS MX School, unde sunt acceptați micii „piloți” începînd cu vîrste cuprinse între  5 -6 ani.
O bună parte din activitatea sa este susținută și de service-ul pe care îl conduce - RAMS Service Otopeni - Adrian dovedind că este nu numai un sportiv cu performanțe extraordinare dar și un bun antreprenor.

## Parteneriate
Parteneriatul cu Yamaha s-a concretizat în mod natural în anul 2015, Adrian devenind astfel imaginea crosserelor Yamaha, motocrosistul susținînd că: 
„Aceasta este marca de motociclete cu care am debutat în motocross. Primele mele curse de motocross le-am alergat pe un YZ85 și am continuat să alerg pe Yamaha până în 2008.”
În prezent, Adrian concurează pe o motocicletă Yamaha Y2450 în competițiile naționale, dar și în campionatele europene.

## Titluri
| An   | Titlu                                 |
| 2004 | Campion Național MX1                  |
| 2005 | Vicecampion Național MX1              |
| 2006 | Vicecampion Național MX1              |
| 2009 | Campion Est-European                  |
| 2010 | Campion Est-European                  |
| 2011 | Vicecampion Est European MX1          |
| 2012 | Vicecampion Est European MX1          |
| 2014 | Campion Est-European                  |
| 2014 | Titlul de Maestru Emerit al Sportului |
| 2016 | Campion Est European Motocross MX1    |
| 2016 | Campion Național al Bulgariei         |

## Palmares
| An   | Cursă                                    | Clasament general                    | Țară              |
| 2008 | ADAC MX Masters                          |                                      | Germania          |
| 2008 | MXGP (Campionatul European de Motocross) |                                      |                   |
| 2008 | Campionatul Național al Olandei          | Locul 10                             | Olanda            |
| 2009 | Campionatul Est - European               | Locul 1                              |                   |
| 2010 | Campionatul Est - European               | Locul 1                              |                   |
| 2011 | Desert Challenge, Rally Ride             | Locul 4                              | Abu Dhabi, Dubai  |
| 2011 | Campionatul Național                     | Locul 1                              |                   |
| 2013 | MXON (Motocross de Nations)              | Prima participare a Echipei României |                   |
| 2013 | Motocross Cup                            | Locul 2                              | Ciolpani, România |
| 2014 | Motocross Cup                            | Locul 3                              | România           |
| 2014 | Campionatul Est European MX1             | Locul 1                              | România           |
| 2015 | Motocross Cup                            | Locul 3[1]                           | România           |
| 2016 | Campionatul Balcanic de Motocross[2]     | Locul 1[3]                           | Troyan, Bulgaria  |

## Cupa Motocross
Echipa Top Cross TCS este co-organizator al „Motocross Cup” (singura cupă privată de motocross din România) în parteneriat cu Dual Racing Team, fiind primii și singurii organizatori naționali ai unor etape de Campionat Mondial FIM Motocross MX3, Motocross cu Ataș SuperMoto S1 dar și etape de Campionat European 125 și MX2.

## Legături externe
- Interviu Adrian Răduță: Profesorul Arhivat în 10 octombrie 2016, la Wayback Machine.
- Campionul Balcanic Adrian Raduta premiat de catre Dementor KTM
- Campionul national al… Bulgariei, romanul Adrian Raduta se lupta in acest weekend pentru cel de-al patrulea titlu de Campion Est-European de Motocross